# Woud van Saint-Hubert
Het Woud van Saint-Hubert (Frans: (Grande) Forêt de Saint-Hubert) is een van de grootste bosmassieven van de Belgische Ardennen. Het bosgebied is 52 200 hectare groot en ligt in de Belgische provincie Luxemburg in de gemeentes Daverdisse, Wellin, Tellin, Libin, Libramont-Chevigny, Saint-Hubert, Tenneville, Nassogne, Sainte-Ode en Bertogne. Een deel van het bosmassief was koninklijk jachtgebied (Jachten van de Kroon van Saint Michel-Freyr). Het openluchtmuseum Fourneau Saint-Michel langs de Masblette ligt aan de rand van het bos. Verschillende delen van het woud zijn Europees beschermd als Natura 2000-gebied: Bassin de la Lomme (BE34027), Haute Wamme-Masblette (BE34029), Forêt de Freyr (BE34030). Op het plateau van Saint-Hubert werd in 2007 een LIFE-project afgerond om de venen te herstellen. In het bosmassief ligt ook het in 1969 gestichte domaniale natuurreservaat Rouge Poncé (berkenbos op turfgrond) in het veengebied Fagne de Mochamps. Een deel van het woud van Saint-Hubert ligt in het Natuurpark van de twee Ourthes.

## Fauna en flora
Het woud van Saint-Hubert bestaat uit spar en lork (aangeplant), beuk, zomereik, wintereik, linde en hazelaar. In het woud van Saint-Hubert komen dieren voor als edelhert, ree, everzwijn, vos, 150 vogelsoorten waaronder ruigpootuil, bosuil, zwarte ooievaar, buizerd, sperwer, raaf, bosuil, ijsvogel, waterspreeuw, kwikstaart.

## Afbeeldingen

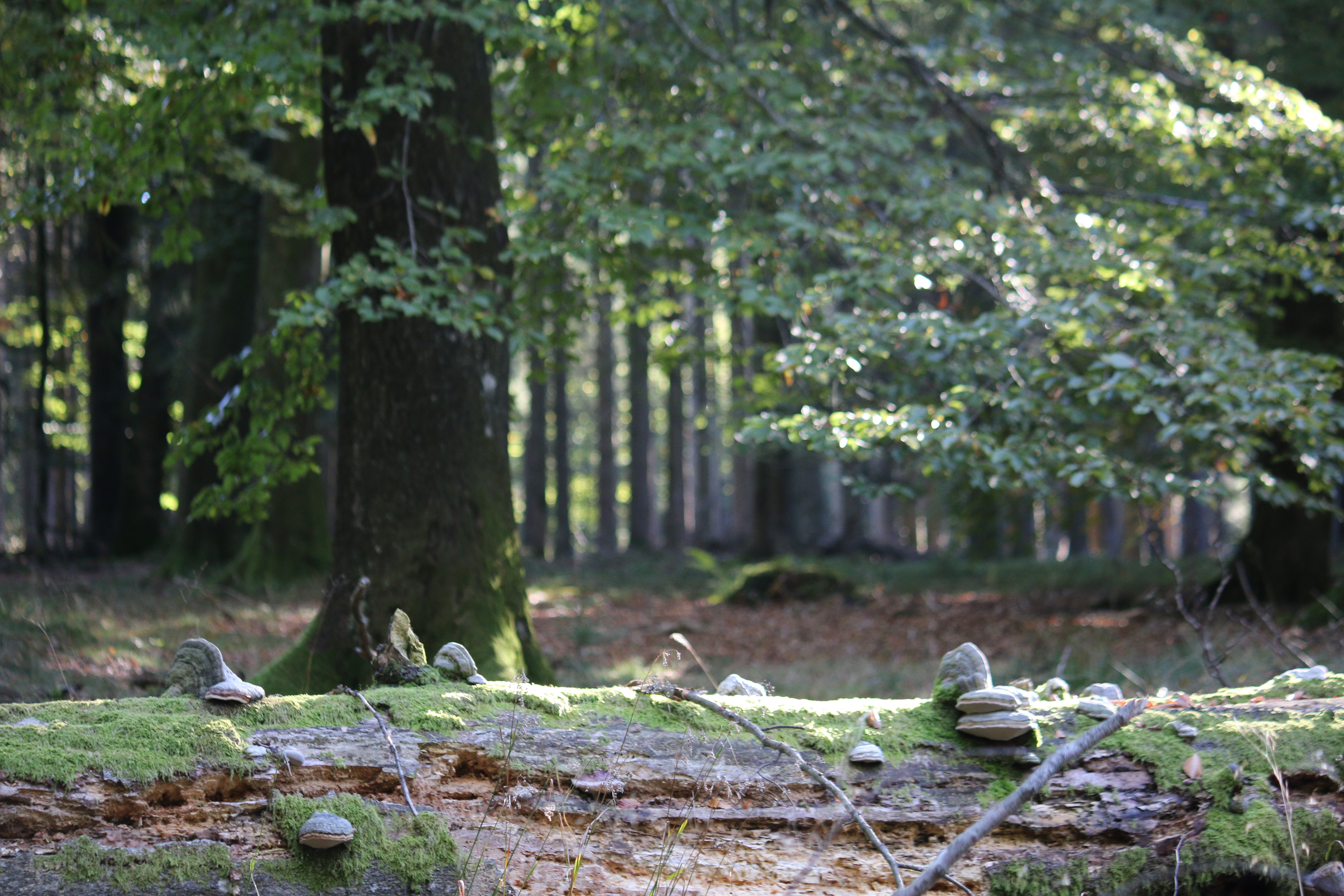
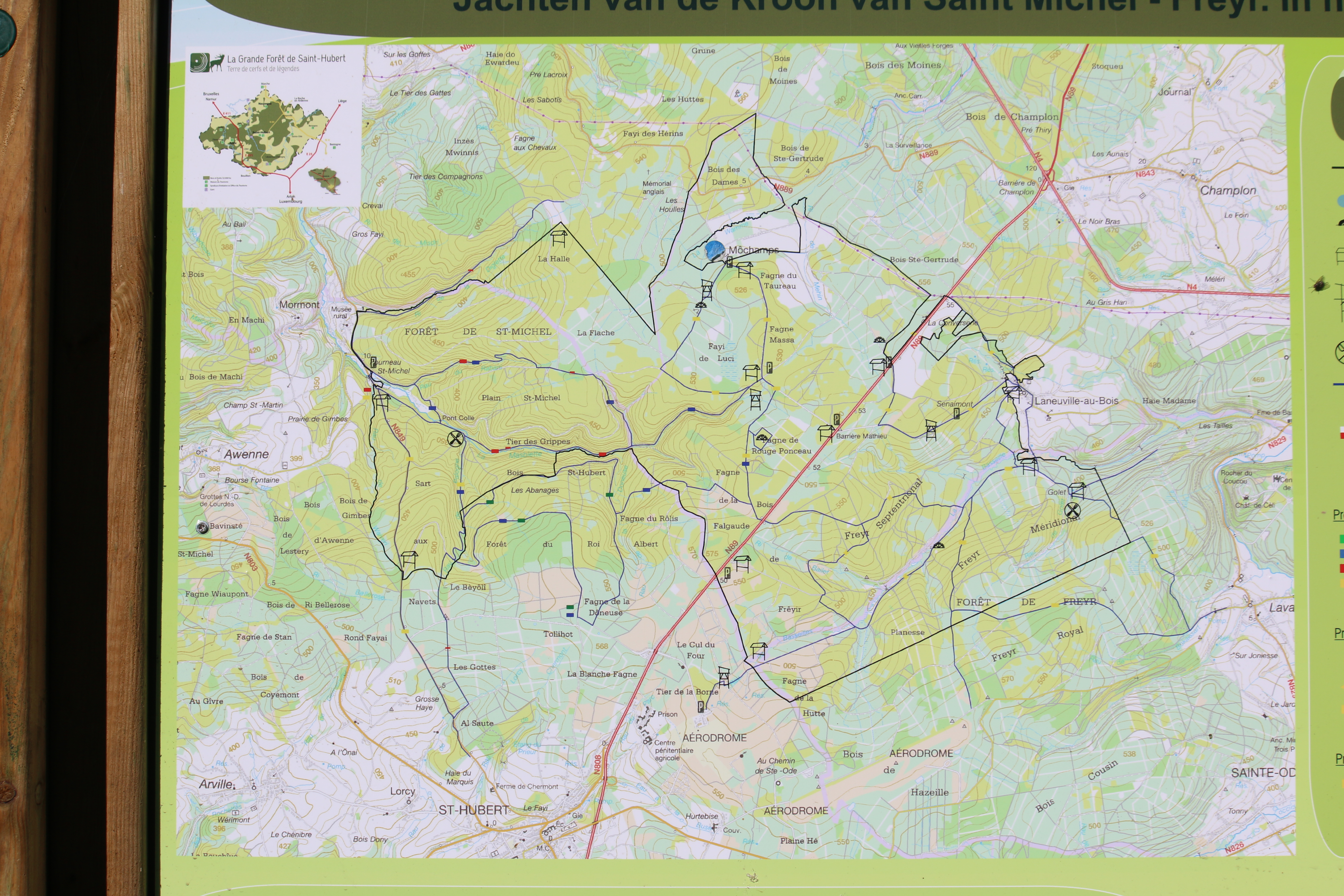
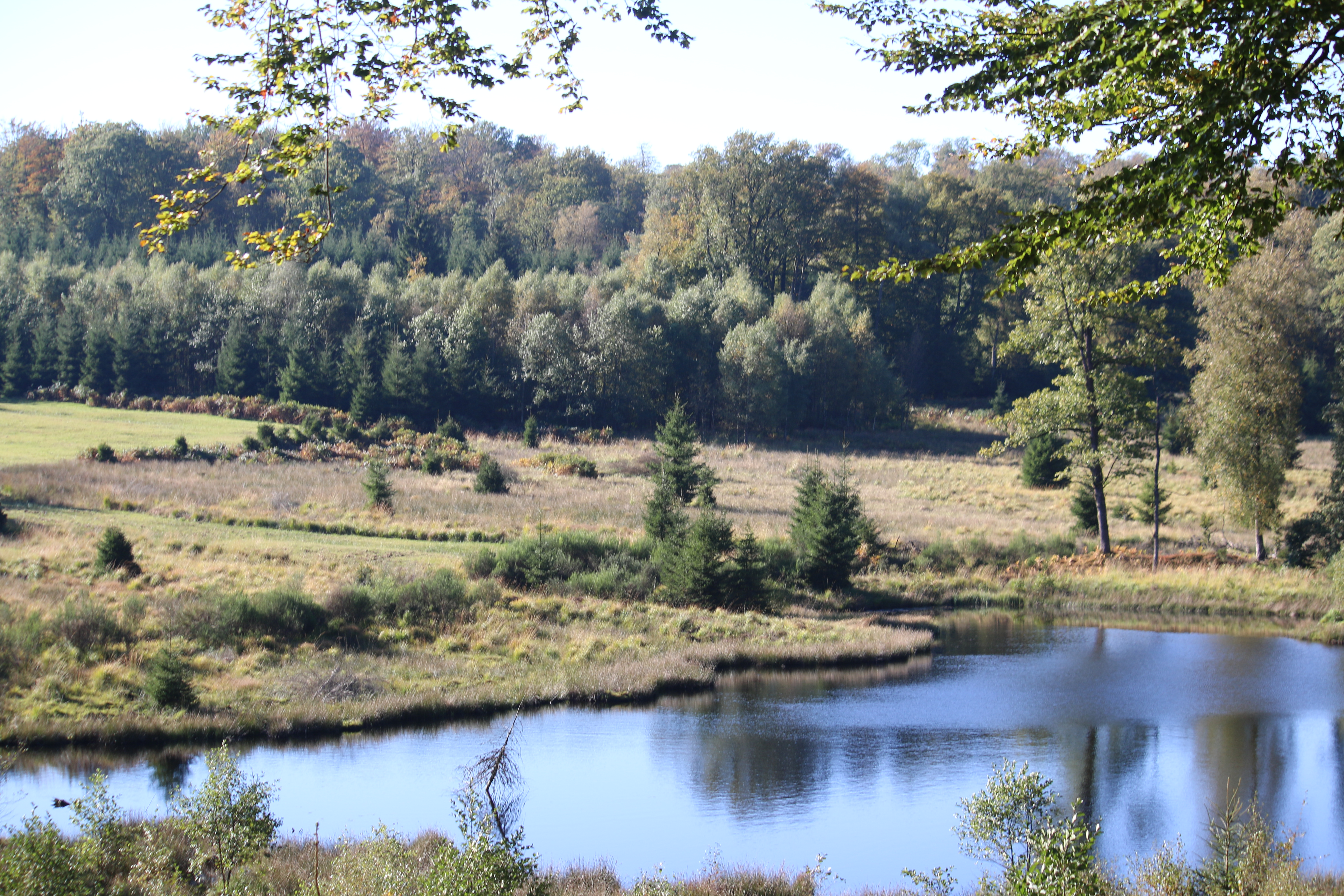
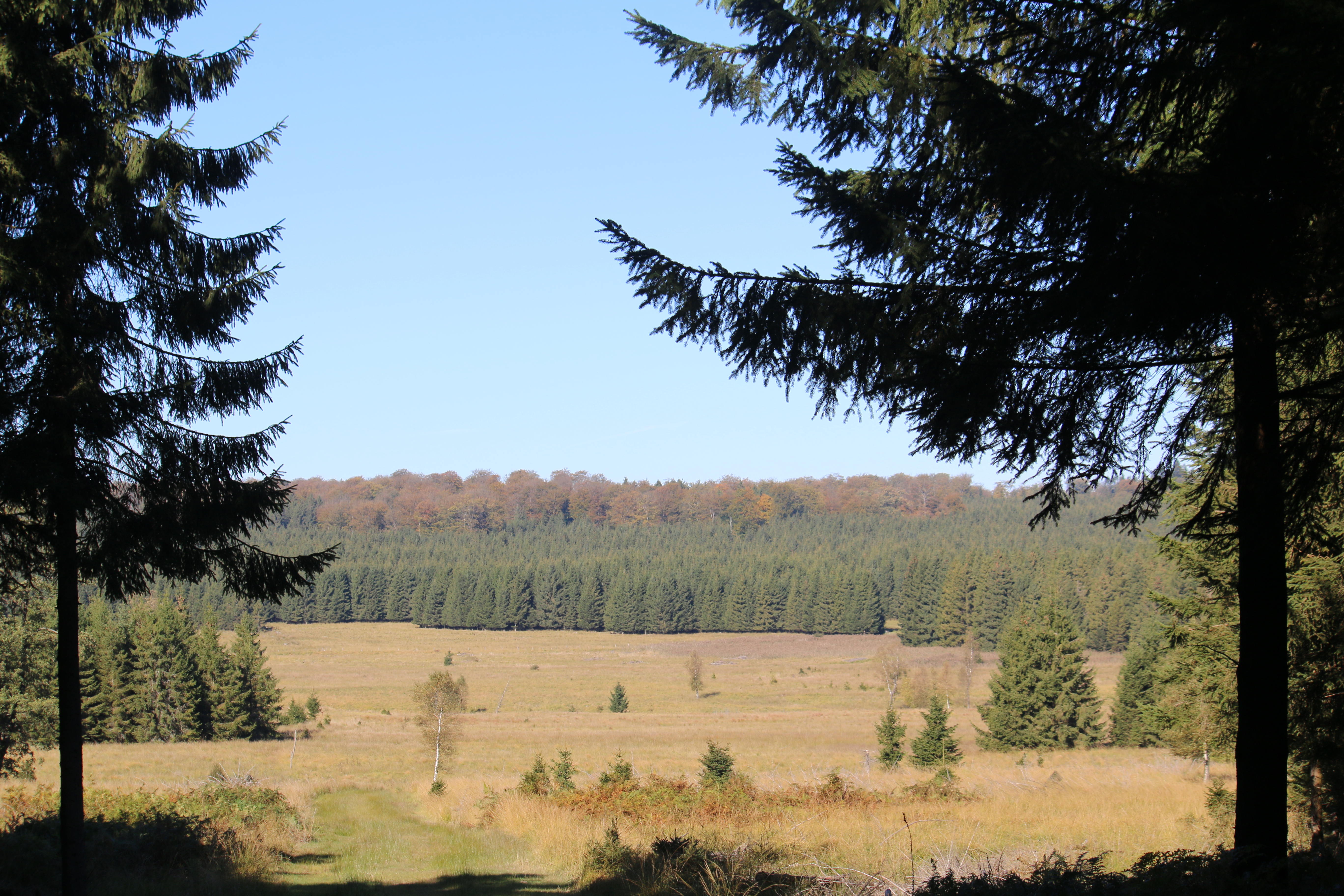
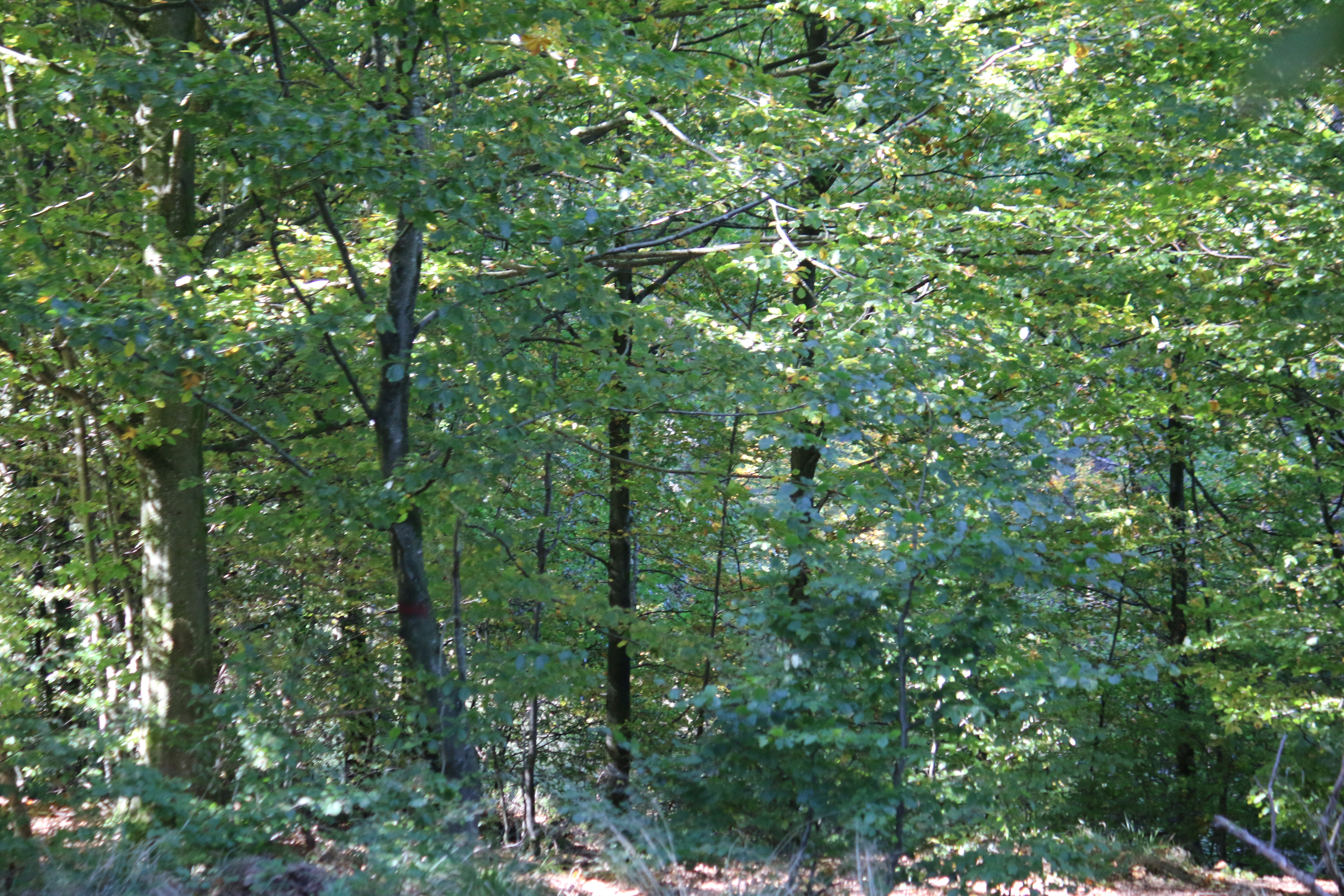